# The Bargain (film 1914)
The Bargain – amerykański film z 1914 roku w reżyserii Reginalda Barkera.

## Obsada
- William S. Hart jako Jim Stokes
- Lewis Stone rola nieokreślona
- Clara Williams jako Nell Brent
- J. Barney Sherry jako Phil Brent
- Joseph J. Dowling jako wielebny Joshua Wilkes

## Wyróżnienia
| Rok wpisania | National Film Registry |
| ------------ | --- |
| 2010         | Lista filmów budujących dziedzictwo kulturalne USA utworzona przez National Film Preservation Board i przechowywana w Bibliotece Kongresu Stanów Zjednoczonych |